# Corvus rhipidurus
Il corvo coda a ventaglio o corvo codacorta (Corvus rhipidurus Hartert, 1918) è un uccello passeriforme della famiglia Corvidae.

## Etimologia
Il nome scientifico della specie, rhipidurus, deriva dall'unione delle parole greche ῥιπιδος (rhipidos, "ventaglio") e ουρα (oura, "coda"), col significato di "coda a ventaglio", in riferimento all'aspetto di questi uccelli: il nome comune altro non è che la traduzione di quello scientifico.

## Descrizione

### Dimensioni
Misura 46-47 cm di lunghezza, per un peso di 512-734 g.

### Aspetto
Si tratta di uccelli dall'aspetto robusto e slanciato, muniti di testa ovale e allungata con lungo becco forte e robusto, conico, appuntito e lievemente arcuato verso il basso, collo robusto, lunghe ali digitate, zampe forti e corta coda dall'estremità arrotondata.
Il piumaggio si presenta interamente di colore nero lucente, con presenza di riflessi metallici violacei (bronzei nel periodo della muta) su testa, dorso, ali e coda, ben evidenti quando l'animale si trova nella luce diretta. Similmente al corvo del Chihuahua od alle specie di corvi australiani, anche nel corvo coda a ventaglio le penne del collo presentano la base di colore bianco, caratteristica osservabile solo quando l'animale arruffa o si liscia le penne oppure quando queste ultime vengono mosse dal vento.
Il becco e le zampe sono di colore nerastro: gli occhi sono invece di colore bruno scuro.

## Biologia

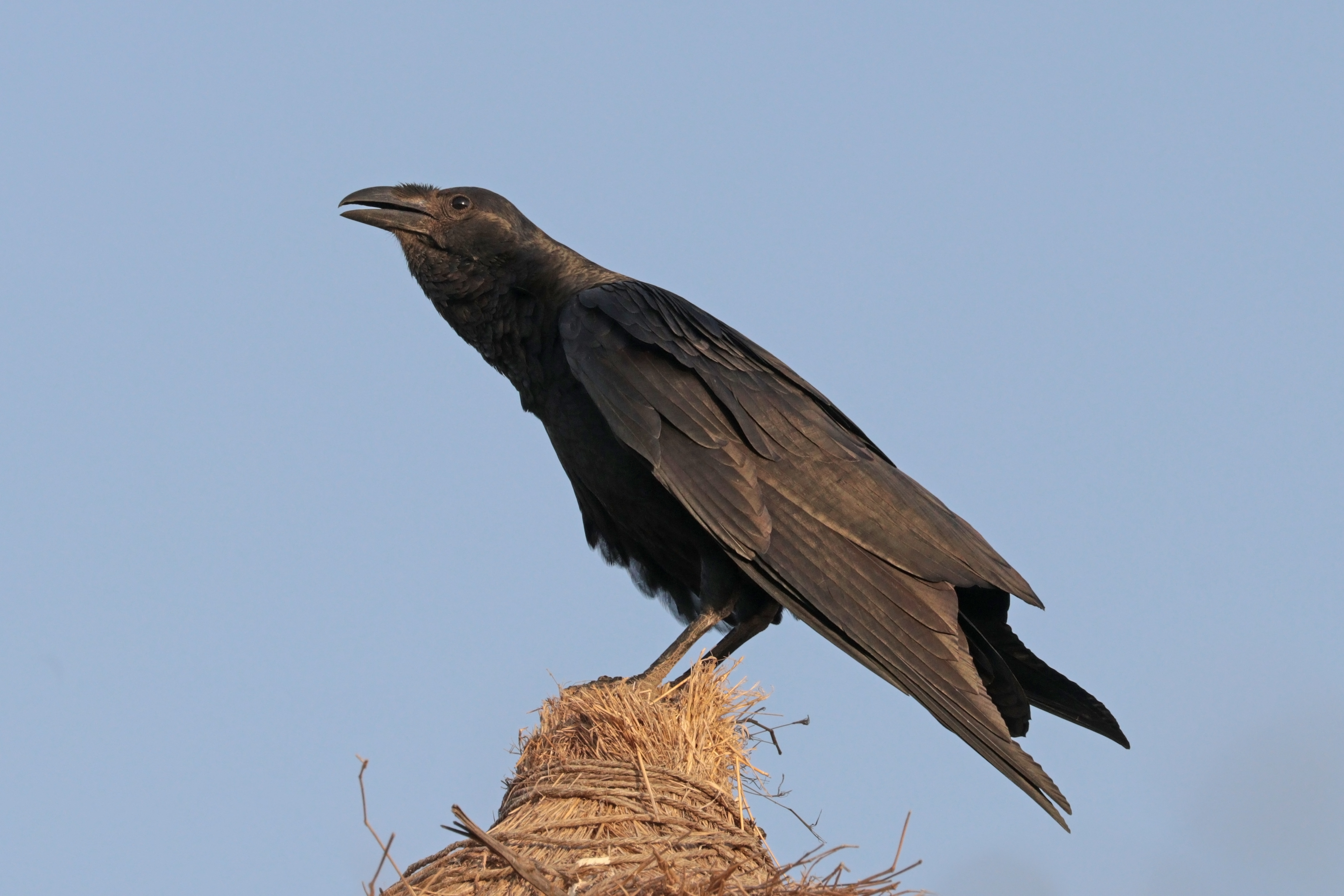
Esemplare vocalizza nel parco nazionale dell'Auasc.

Si tratta di uccelli dalle abitudini di vita essenzialmente diurne e poco sociali, che vivono generalmente da soli o in coppie, associandosi in gruppetti più consistenti ma poco coesi (spesso in associazione col corvo collorosso, col quale questi uccelli condividono anche i posatoi notturni) in corrispondenza di fonti d'acqua o di cibo abbondanti, oppure durante gli spostamenti effettuati subito dopo la maturità sessuale. I corvi coda a ventaglio passano la maggior parte della giornata alla ricerca di cibo, sorvolando vasti spazi in cerca di qualcosa di cui nutrirsi (in maniera che ricorda molto quanto osservabile fra gli avvoltoi) oppure mantenendosi al suolo, avendo cura di ritirarsi a passare la notte in qualche luogo sopraelevato, come un albero isolato, un masso o un edificio abbandonato.
Il richiamo di questi uccelli consiste in un gracchio gracidante lungo e gutturale, piuttosto acuto: il corvo coda a ventaglio è inoltre in grado di imitare i suoni dell'ambiente circostante, similmente a molti altri corvidi.

### Alimentazione

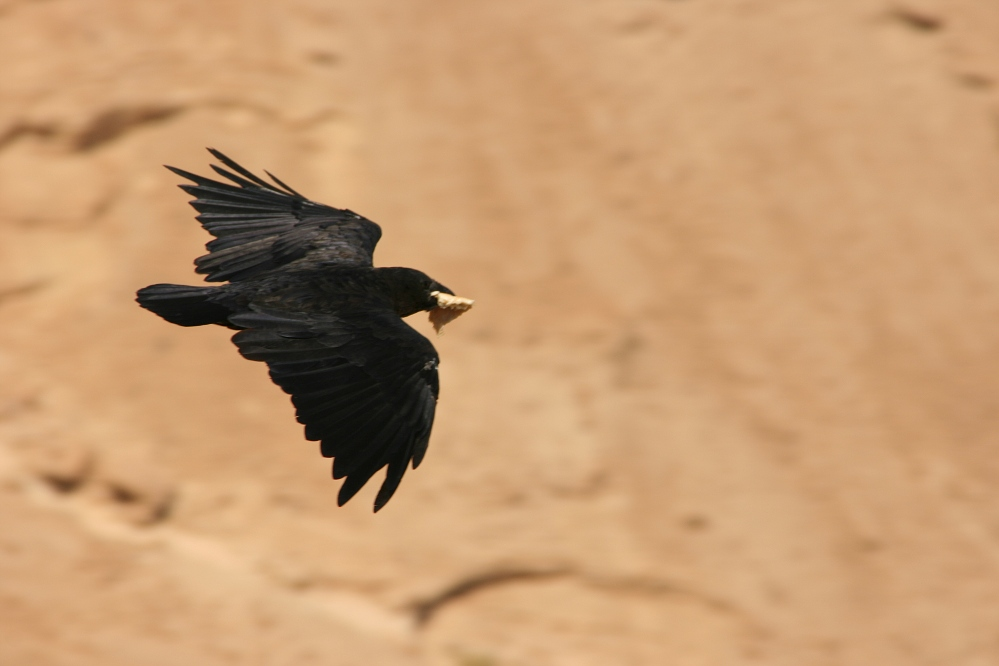
Esemplare in volo con del cibo nel becco in Cisgiordania.

Anche in virtù dell'areale inospitale nel quale la specie è diffusa, il corvo coda a ventaglio è un uccello onnivoro e molto opportunista, che si nutre un po' di tutto ciò che riesce a reperire durante la ricerca del cibo: fra gli alimenti consumati da questi uccelli, vi sono sia cibi di origine animale (insetti ed altri invertebrati, larve, uova e nidiacei reperiti razziando i nidi, piccoli vertebrati) che vegetale (fra cui semi e granaglie, frutta e bacche). Una grande parte della dieta dei corvi coda a ventaglio consiste in carne e saprofagi reperiti cibandosi di carcasse oppure frugando fra gli escrementi alla ricerca di parassiti o resti di cibo parzialmente digerito: questi uccelli sono inoltre soliti frugare fra il pelo e la pelle dei dromedari alla ricerca di parassiti da estrarre (similmente a quanto avviene nelle bufaghe diffuse più a sud) oppure visitare le periferie dei villaggi alla ricerca di cibo sotto forma di scarti e rifiuti, pur tendendo ad essere piuttosto diffidenti nei confronti dell'uomo, a differenza di altre specie di corvo.

### Riproduzione

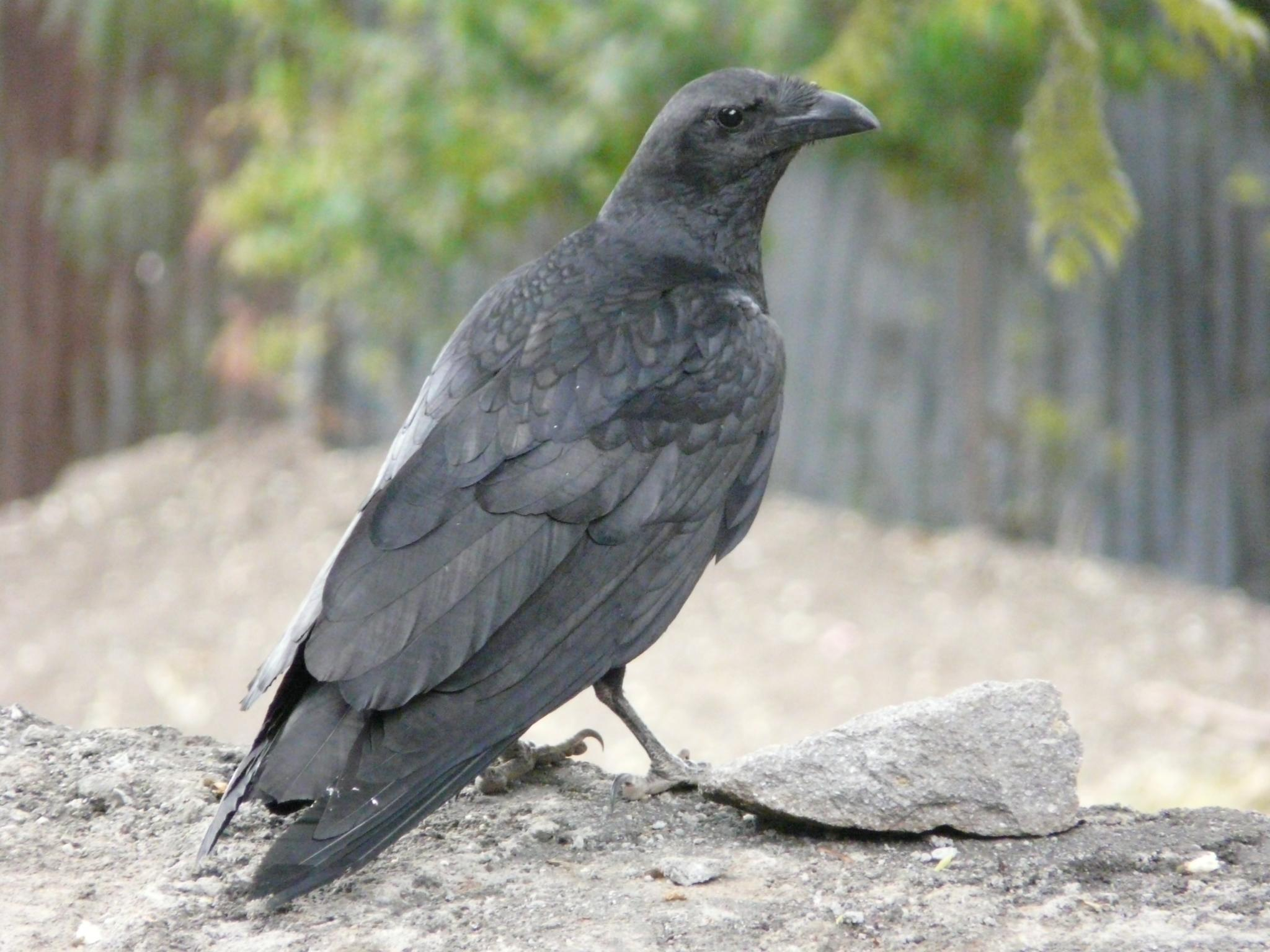
Giovane esemplare al suolo in Etiopia.

Si tratta di uccelli monogami, la cui stagione riproduttiva va da dicembre a giugno, con picchi delle deposizioni fra febbraio ed aprile.
Il nido, a forma di coppa con ampia piattaforma, viene costruito da ambedue i partner in una nicchia della roccia su un dirupo o una scarpata: specie nel Corno d'Africa, sono stati osservati nidi appartenenti a questi uccelli anche sugli alberi. Per la costruzione del nido vengono impiegati rametti e fibre vegetali, con le coppie che hanno cura di foderare l'interno con materiale più soffice.

La femmina depone 2-4 uova, che provvede a covare da sola per una ventina di giorni: durante la cova, il maschio si occupa di reperire il cibo per sé e per la compagna, stazionando nei pressi del nido e scacciando inoltre eventuali intrusi percepiti come potenziali pericoli. Il maschio collabora con la femmina anche nell'alimentazione dei pulli, i quali schiudono ciechi ed implumi e divengono in grado d'involarsi attorno al mese dalla schiusa: ciononostante, essi si allontanano molto tardi dei genitori, continuando a seguirli nei loro spostamenti ancora per mesi e non di rado allontanandosene in maniera definitiva solo alla vigilia della stagione riproduttiva successiva.
Il corvo coda a ventaglio subisce saltuariamente parassitismo di cova da parte del cuculo dal ciuffo.

## Distribuzione e habitat

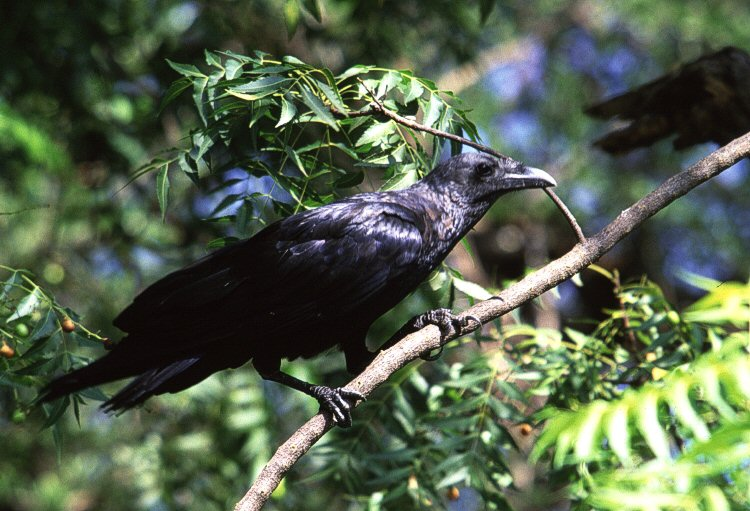
Esemplare in natura.

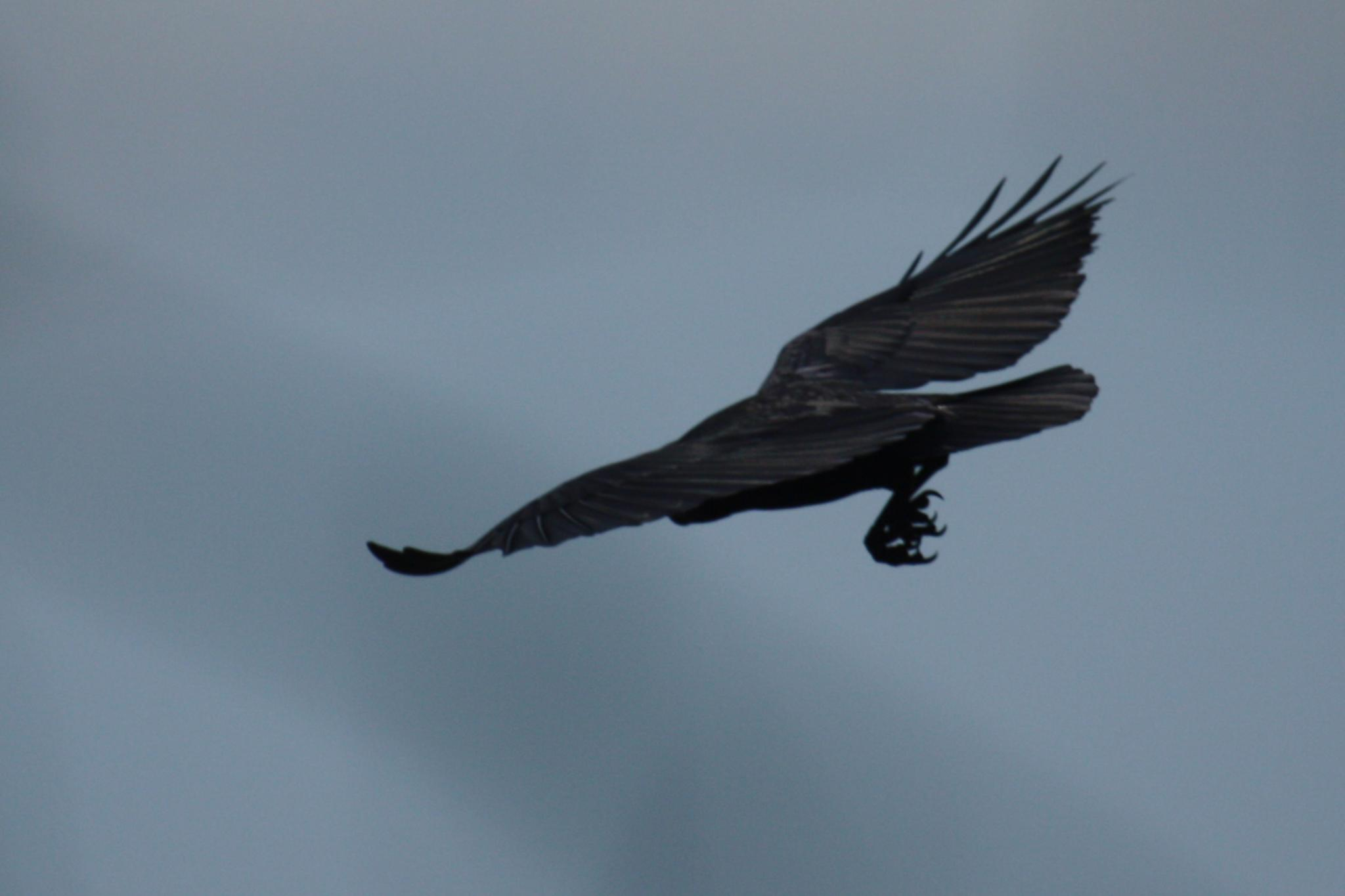
Esemplare in volo in Etiopia.

Con un areale piuttosto frammentato, il corvo coda a ventaglio popola un areale che comprende la penisola arabica (area di confine fra Israele e Palestina e Giordania, punta meridionale della penisola del Sinai, l'Hegiaz, l'Asir, le aree montuose del Najd, la fascia costiera yemenita fino al sud del Dhofar), il Corno d'Africa (Puntland, Gibuti, Etiopia, Eritrea, costa del Sudan a nord fino al triangolo di Hala'ib, a sud fino alle sponde meridionali del lago Turkana) e, con popolazioni apparentemente isolate, la Repubblica Centrafricana settentrionale e nord-orientale, il nord e il sud-est del Sudan del Sud, il Darfur e le aree montuose del deserto del Sahara (Tibesti e regione di Wadi Fira in Ciad, massiccio dell'Aïr e dipartimento di Mirriah in Niger e Adrar degli Ifoghas e regione di Mopti nel Mali).
L'habitat di questi uccelli è rappresentato dalle aree deseriche e semidesertiche rocciose e accidentate, come uadi e canyon, dal livello del mare (anzi nell'area del Mar Morto anche al di sotto di esso) ad oltre 2400 m di quota.

## Tassonomia
Se ne riconoscono due sottospecie:
- Corvus rhipidurus stanleyi Roselaar, 1993 - diffusa nella porzione nord-orientale dell'areale occupato dalla specie, ad est del Sinai;
- Corvus rhipidurus rhipidurus Hartert, 1918 - la sottospecie nominale, diffusa diffusa nella porzione africana dell'areale occupato dalla specie;

Alcuni autori classificherebbero il corvo coda a ventaglio in un proprio genere monotipico, Rhinocorax.